# Bulbophyllum nanopetalum
Bulbophyllum nanopetalum là một loài phong lan thuộc chi Bulbophyllum.